# Emperador Fei de Jin
|  | Per altres emperadors amb el terme Fei o Feidi al nom, vegeu la desambiguació Emperador Fei. |

L'Emperador Fei de Jin (晋废帝/晉廢帝, pinyin: Jìn Fèidì; Wade-Giles: Chin Fei-ti) (342 – 23 de novembre del 386), nom personal Sima Yi (司馬奕), nom estilitzat Yanling (延齡), va ser un emperador de la Dinastia Jin Oriental durant la història xinesa. Va ser el germà menor (de la mateixa mare) de l'Emperador Ai i més tard deposat pel cap militar Huan Wen. El títol que és normalment referit com, l'"Emperador Fei", no és un nom a títol pòstum com sol ser el cas de títols imperials comuns, sinó que significava que va ser deposat (amb "Fei" (廢) significant "deposat"). Ell és també sovint conegut amb el títol que va rebre després de ser deposat, Duc de Haixi (海西公).